# Colonia Ferrocarrileros
Colonia Ferrocarrileros är en ort i Mexiko.   Den ligger i kommunen Lázaro Cárdenas och delstaten Michoacán de Ocampo, i den södra delen av landet, 400 km väster om huvudstaden Mexico City. Colonia Ferrocarrileros ligger 8 meter över havet och antalet invånare är 250.
Terrängen runt Colonia Ferrocarrileros är platt. Havet är nära Colonia Ferrocarrileros åt sydväst. Runt Colonia Ferrocarrileros är det ganska tätbefolkat, med 134 invånare per kvadratkilometer. Närmaste större samhälle är Lázaro Cárdenas, 1,6 km öster om Colonia Ferrocarrileros. Omgivningarna runt Colonia Ferrocarrileros är en mosaik av jordbruksmark och naturlig växtlighet.